# نظم الآجرومية
نظم الآجرومية. نظم لعبيد ربه الشنقيطي المتوفى في أوائل القرن الثاني عشر الهجري، متن الآجرومية لأبي عبد الله محمد بن محمد بن داود الصنهاجي المعروف بـابن آجروم، في 154 بيت.

## الروابط الخارجية
- شرح نظم الاجرمية
- المقطع الصوتي لنظم الآجرومية على يوتيوب